# Sint Nicolaasga
Sint Nicolaasga – wieś położona w północnej Holandii, we Fryzji, w gminie De Fryske Marren na zachód od jeziora Tjeukemeer. Do 2014 roku wieś znajdowała się na obszarze gminy Scharsterland. W 2023 roku wieś liczyła 3340 mieszkańców.
We wsi większość mieszkańców jest wyznania rzymskokatolickiego, co jest wyjątkiem w tej części Holandii. 

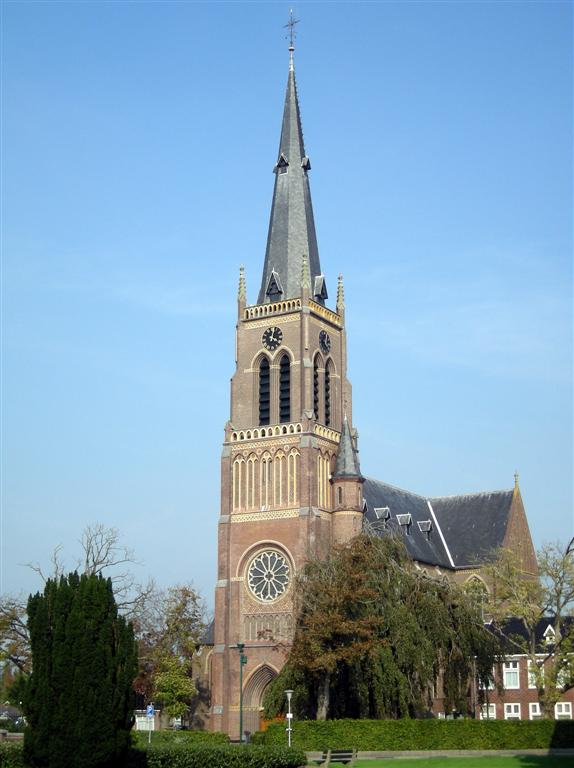
Kościół katolicki w Sint Nicolaasga